# Djibril Cissé
Djibril Cissé (Arles, 12 agosto 1981) è un ex calciatore francese, di ruolo attaccante, preparatore offensivo dell'Auxerre.
È l'unico calciatore ad essersi laureato capocannoniere del campionato francese in entrambe le sue denominazioni (Division 1 e Ligue 1).

## Biografia
Cissé è nato nella città provenzale di Arles da Mangué (1945-2009), ex calciatore della Nazionale ivoriana, e Karidjata Cissé, ultimo di sette figli; i suoi genitori si erano trasferiti dalla Costa d'Avorio in Francia nel 1974.
Dopo essersi trasferito al Liverpool, Cissé acquistò una casa a Frodsham, nel Cheshire, e ottenne così il titolo di Lord of the Manor di Frodsham nel 2005. Poco dopo l'acquisto della casa, è stato criticato dalla stampa inglese per aver rifiutato di concedere il permesso al Cheshire Forest Hunt per la caccia alla volpe sul suo possedimento. Nel giugno 2005 ha sposato Jude Littler, parrucchiera gallese di Anglesey. Il matrimonio ha avuto luogo nel Castello di Bodelwyddan, con ospiti come Shaun Wright-Phillips e alcuni compagni di squadra di Djibril della Nazionale francese, Louis Saha e Sylvain Wiltord. Cissé ha indossato in tale occasione un abito rosso in onore della squadra dove giocava, il Liverpool. Ad ottobre 2005, la coppia ha annunciato l'attesa del loro primo bambino.
Ha avuto tre figli da Jude: Cassius Clay (nato il 6 marzo 2006), Prince Kobe (nato il 26 luglio del 2008) e Marley Jackson (nato il 20 febbraio 2010). Cissé aveva avuto in precedenza una bambina di nome Ilona, nata nel 2001. Anche sua moglie Jude ha un figlio, Liam, da una precedente relazione. Nel 2005 aggredisce un quindicenne, mentre nel 2006 aggredisce la moglie incinta. Il 1º aprile del 2009 viene arrestato con l'accusa d'aver aggredito una donna appena fuori da un locale di lap dance a Newcastle, credendo di essere nel locale The Diamonds in Grey Street. In seguito è stato rilasciato dalla polizia su cauzione. Dapprima musulmano si è poi convertito al cristianesimo.
Nel 2011 è nel cast, insieme ad Éva Henger, del video musicale U R A Million $ Girl di Dwaine feat. Diddy, Keri Hilson & Trina, per la regia di Gil Green e Claudio Zagarini.
Appare nel film Taxxi 4 interpretando se stesso. Nel gennaio 2013 ha lanciato sul mercato la sua fragranza etichettata da Lenoir. Nel 2019 ha sfilato per la casa d'alta moda di Jean-Paul Gaultier.
Il 13 ottobre 2015 emerge che il giocatore è stato arrestato, insieme ad altre tre persone, per un tentativo di estorsione ai danni di Mathieu Valbuena. La sera stessa viene rilasciato. Ritenuto estraneo ai fatti, la sua posizione viene archiviata.

## Caratteristiche
Cissé era un attaccante veloce, potente e forte fisicamente, dotato di buona tecnica e di un tiro potente e preciso. Possiede inoltre un ottimo senso del gol. Può giocare come ala su entrambe le fasce.
Nel 2001 è stato inserito nella lista dei migliori giovani calciatori stilata da Don Balón.

## Carriera

### Club

#### Auxerre
Ha iniziato la sua carriera nell'Arles-Avignon nel 1989, a 8 anni, rimanendo nelle giovanili della società fino al 1996, quando si trasferisce per un periodo semestrale  al Nîmes. A 15 anni firma con le giovanili dell'Auxerre. Con queste ultime nel 1999 vince la Coupe Gambardella, l'equivalente della FA Youth Cup. società con la quale esordisce a 17 anni in Division 1 nella partita Auxerre-Paris Saint-Germain del 20 marzo 1999, subentrando nel secondo tempo a Thomas Deniaud.
Nella stagione seguente Cissé gioca pochi incontri divenendo stabilmente titolare durante l'annata 2000-2001. Alla seconda giornata di campionato, entrato da pochi minuti al posto di Teemu Tainio, realizza la sua prima rete in campionato contro il Metz siglando il 2-1 decisivo al 90'. Il 3 marzo 2001 risulta decisivo nell'incontro sul Monaco, mettendo a segno l'1-0 che consente all'Auxerre di battere i monegaschi. In questa stagione esordisce nelle competizioni calcistiche europee giocando l'Intertoto: debutta il primo luglio del 2000 contro lo Stabæk (0-2), segnando un gol in quattro incontri. Al termine della stagione conta 15 gol tra campionato, coppa di Francia e coppa di lega su 35 presenze.
Il 27 luglio del 2001 apre il campionato realizzando quattro reti ai danni del Rennes (0-5). Durante il torneo sigla l'1-0 al Lorient, lo 0-1 al Bastia e mette a segno due doppiette contro Sedan (3-3) e Rennes (2-3) terminando l'annata con 22 reti in 29 incontri di Division 1 che gli valgono il titolo di capocannoniere del torneo.
Nella stagione 2002-2003 si sblocca al secondo turno di campionato contro il Montpellier (2-0). È decisivo contro Bordeaux (1-0), LOSC Lille (2-2, doppietta), Guingamp (0-2, doppietta), e, nuovamente, Bordeaux (0-1). In Europa gioca in UEFA Champions League: il 13 agosto esordisce contro i portoghesi del Boavista realizzando la rete decisiva (0-1). Cissé salta tutta la fase a gironi del gruppo A (comprendente Arsenal, Borussia Dortmund e PSV) giocando solamente la partita vinta dai francesi contro il Borussia Dortmund (1-0). L'Auxerre, giunto terzo alle spalle di Arsenal e Borussia Dortmund, retrocede in Coppa UEFA dove incontra ed elimina il Real Betis (2-1) prima di farsi escludere dal Liverpool (3-0): nel doppio confronto con gli inglesi Cissé gioca solo la partita di ritorno ad Anfield, incontro perso 2-0. L'Auxerre conquista la Coupe de France 2002-2003 dopo aver eliminato Caen (1-2), Orne 1919 Amnéville-les-Thermes (0-3), Bourg-Péronnas (1-3), Angoulême (0-0, 2-4 ai rigori), Rennes (2-1) e in finale il PSG (2-1): Cissé realizza sei reti nella competizione incluse la doppietta contro il Rennes e la rete del parziale 1-1 nella finale di Saint-Denis. Conclude l'annata con 45 partite e 21 reti.
Nel campionato del 2004 si sblocca alla quinta giornata contro il Rennes (2-1), realizzando altre reti importanti contro Bastia (4-1, doppietta), LOSC Lille (3-0, tripletta), Guingamp (3-0, doppietta), Sochaux (3-2, doppietta), Bordeaux (5-0, doppietta), Tolosa (3-2, doppietta) e Nantes (2-0, doppietta). Gioca la Coppa UEFA 2003-2004 realizzando due reti contro l'Utrecht (4-0) il 27 novembre. Termina la sua sesta e ultima stagione con l'Auxerre, che è anche la sua migliore, in termini realizzativi, della carriera, totalizzando 30 marcature in 53 partite.
A fine stagione conquista il suo secondo titolo di cannoniere della Ligue 1 con 26 reti e arriva al terzo posto per la Scarpa d'oro 2004. Chiude la sua avventura nell'Auxerre con 90 gol, grazie alle quali Cissé risulta essere il secondo miglior marcatore della storia del club, in 169 incontri.

#### Liverpool
Nel 2004 passa al Liverpool per 14 milioni di sterline, fortemente voluto da Gérard Houllier. Segna all'esordio nella prima giornata di Premier League contro il Tottenham (1-1). Il 30 ottobre 2004 gli viene provocata una doppia frattura (tibia e perone) della gamba sinistra in uno scontro con il difensore James McEveley nella gara con il Blackburn Rovers, pareggiata 2-2. Cissè ha rilevato in seguito che se non fosse stato per il pronto intervento dello staff presente allo stadio avrebbe rischiato di perdere la parte della gamba al di sotto del ginocchio. Gli furono inseriti dei chiodi nella gamba e sembrava dovesse saltare tutta la stagione 2004-2005. Nonostante ciò ritorna in campo il 13 aprile del 2005, nei quarti di Champions League contro la Juventus (0-0), sostituendo Milan Baroš. Il 15 maggio realizza una doppietta ai danni dell'Aston Villa (2-1), sua prima partita da titolare da quando è rientrato in campo dopo l'infortunio. Nella sua prima stagione in Inghilterra segna 4 gol in 16 partite di campionato. Con i Reds conquista la Champions League 2004-2005 e la Supercoppa UEFA, sempre nel 2005. Gioca la prima partita di Champions il 10 agosto contro il Grazer AK (2-0). Il 15 settembre sigla una marcatura al Monaco (2-0) e nella finale di Champions contro il Milan, Cissé subentra a fine secondo tempo ed è uno dei rigoristi che segnando regalano il successo agli inglesi.
Il 26 agosto 2005 contribuisce in maniera decisiva alla vittoria della Supercoppa UEFA contro il CSKA Mosca, pareggiando nel finale la rete di Carvalho: autore di un altro gol nei supplementari, serve quindi a Luis García l'assist per il definitivo 3-1.
Dopo aver vinto la Supercoppa Cissé s'impegna in Champions League dove segna sia all'andata (1-3) sia al ritorno (2-0) contro i lituani del FBK Kaunas. Il 10 agosto gioca e segna contro il CSKA Sofia (1-3) venendo bersagliato dagli insulti razzisti da parte dei tifosi bulgari. La UEFA punisce la società bulgara con un'ammenda di 19.500 euro.
Il 24 settembre Cissé realizza la sua prima rete stagionale segnando contro il Birmingham City (2-2). Il 15 ottobre sigla un gol decisivo contro il Blackburn Rovers (1-0) e quattro giorni dopo firma l'1-0 contro l'Anderlecht in Champions League. Il 26 aprile mette a segno una doppietta ai danni del West Ham (1-2). A fine stagione vince la FA Cup con i Reds: il Liverpool elimina Luton Town (3-5), Portsmouth (1-2), Manchester United (1-0), Birmingham City (0-7, Cissé realizza un gol), Chelsea (1-2) e il West Ham in finale (Cissé realizza il parziale 1-2 del 3-3 finale, il Liverpool s'impone ai rigori 3-1).
Conclude la sua esperienza a Liverpool con 24 gol in 79 incontri.

#### Marsiglia

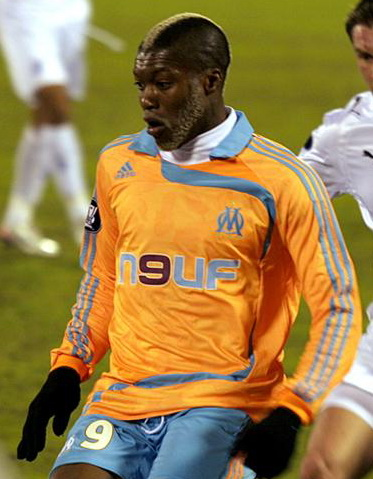
Cissé con la maglia del Marsiglia

Passa in prestito all'Olympique de Marseille. Esordisce il 9 dicembre 2006 contro il Monaco (2-1) entrando nella seconda frazione di gioco al posto di Toifilou Maoulida. Alla prima partita da titolare si sblocca andando in rete contro il Saint-Étienne (2-1). Nella prima stagione realizza 8 reti in 21 presenze.
La società transalpina lo acquista definitivamente nella il 7 luglio del 2007 per la cifra di 8 milioni, divenendo il giocatore più importante della squadra francese.
Alla quarta giornata Cissé firma la sua prima rete stagionale contro il Nancy (2-2), segnando altre reti contro Valenciennes (3-1, doppietta), Caen (6-1, tripletta) e Strasburgo (4-3, doppietta). Mette a segno un gol in Champions contro il Beşiktaş (2-0) e due reti in Coppa UEFA contro lo Zenit (3-1).
Dal suo arrivo sulle coste del Mediterraneo, Cissé ha ritrovato continuità giocando a fianco dell'attaccante Mamadou Niang, formando una coppia da 34 gol, la migliore della Ligue 1.
Cissé realizza 22 reti in 50 incontri, segnando in cinque competizioni diverse (campionato, coppa di Francia, coppa di lega, Champions League e Coppa UEFA).
Inizia la stagione 2008-2009 con la divisa dell'OM, giocando i primi due incontri di campionato e una sfida di Champions League contro il Brann (0-1) prima di trasferirsi in prestito in Inghilterra.

#### Sunderland
Il 20 agosto 2008 il Marsiglia cede Cissé in prestito alla squadra inglese del Sunderland. All'esordio con il Sunderland realizza la sua prima rete nella sfida contro il Tottenham (1-2). Il 3 gennaio 2009 firma la sua unica marcatura stagionale in FA Cup contro il Bolton (2-1) e il 18 aprile realizza l'1-0 contro l'Hull City. Il 24 maggio il Sunderland conferma che non verrà rinnovato il contratto a Cissé, che deve fare ritorno a Marsiglia.

#### Panathinaikos
Il 25 giugno 2009 viene prelevato dal Panathinaikos, firmando un contratto quadriennale. Il costo della trattativa è stimato attorno agli 8 milioni, il prezzo sale a 20 milioni considerando i vari bonus.
Cissé mette a segno la prima rete greca all'esordio contro l'Ergotelis (0-3), realizzando doppiette contro Larissa (4-0), Panionios (2-1), PAS Giannina (4-0), Ergotelis (4-1), Skoda Xanthi (1-2), Larissa (0-3) e Panionios (0-2). Gioca la Champions League, andando a segno in UEFA Europa League contro Dinamo Bucarest (3-0, doppietta) e Roma (2-3, doppietta). Il Panathinaikos vince il campionato e la Coppa di Grecia, vinta dopo aver estromesso Eordaikos (0-3), Pierikos (2-1), Kallithea (2-0), PAS Giannina (3-1 nel doppio confronto, Cissé firma la sua unica rete nel torneo all'andata) e in finale l'Arīs Salonicco (0-1).
A fine stagione è capocannoniere del campionato greco con 23 reti in 29 incontri.
Apre la stagione seguente segnando la rete decisiva contro l'Aris Salonicco (0-1) alla quale si aggiungono le diverse doppiette segnate contro AO Kavala (2-2), Ergotelis (1-4), Olympiacos (2-1), Īraklīs (4-2), Kerkyra (0-2), AO Kavala (4-2) e AEK Atene (0-2).
Il 19 febbraio 2011 l'Olympiakos sconfigge 2-1 il Panathinaikos: dopo l'incontro Cissé dichiara di non voler più giocare in Grecia a causa degli arbitri.
È di nuovo capocannoniere del campionato con 20 reti, a cui si aggiungono altre 4 realizzate nei play-off per l'accesso in Champions League. Gioca in Champions League senza andare a segno durante la competizione. Termina la sua esperienza in Grecia con 89 incontri e 55 gol, tra cui sedici doppiette.

#### Lazio
Il 12 luglio 2011 viene acquistato a titolo definitivo dalla Lazio per 5,8 milioni, con cui firma un contratto quadriennale. Segna due reti il 18 agosto 2011, all'esordio con la maglia biancoceleste, nella partita di andata di Europa League contro il Rabotnički, terminata 6-0 per i biancocelesti.
Il 9 settembre 2011, prima giornata del campionato di Serie A, segna il suo primo gol nel massimo campionato italiano nella partita fuori casa contro i campioni in carica del Milan (2-2). A questa rete segue tuttavia un lungo periodo senza riuscire ad andare a segno in campionato, che si prolunga fino alla fine del 2011. Segna il suo secondo e ultimo gol in Italia con la maglia biancoceleste di nuovo contro il Milan, questa volta nella sconfitta esterna per 3-1 in Coppa Italia. Nei sei mesi a Roma viene spesso relegato al ruolo di esterno sinistro offensivo del 4-2-3-1 per lasciare spazio a Klose, ruolo non consono alle sue caratteristiche finalizzative.

#### QPR
La poco felice esperienza in Italia si conclude il 31 gennaio 2012, quando torna in Premier League, firmando un contratto di due anni e mezzo con il Queens Park Rangers. Il giorno successivo, nell'esordio con la nuova maglia, sigla la rete del vantaggio sul campo dell'Aston Villa dopo soli 12 minuti. Il 4 febbraio si rende protagonista in negativo nella sfida contro il Wolverhampton (1-2): al 34' Cissé afferra per la gola l'avversario Roger Johnson venendo squalificato per le successive tre giornate di campionato. Ritornato dalla squalifica sigla un gol nella vittoria per 3-2 contro il Liverpool, realizza il gol della bandiera nel 6-1 subito dal Chelsea e firma la rete che decide l'incontro tra QPR e Stoke City (1-0). Al termine della stagione totalizza 6 marcature in 8 presenze, aiutando i londinesi a salvarsi dalla retrocessione.
Nella sua seconda annata a Londra si sblocca alla decima giornata contro il Reading (1-1). Gioca anche la FA Cup e la coppa di lega ma l'esperienza del QPR nelle due competizioni è breve (Cissé segna in coppa di lega contro il Reading).

#### Ultimi anni

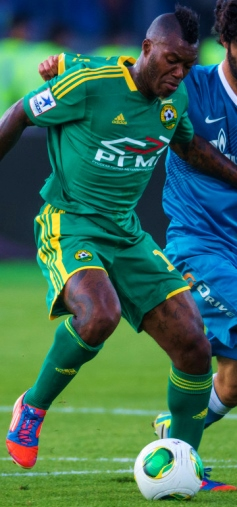
Cissé con la maglia del Kuban'

Nel gennaio del 2013, dopo 21 presenze e 4 reti, la squadra inglese lo cede in prestito ai qatarioti dell'Al-Gharafa. Realizza una sola rete in campionato contro l'Al-Arabi (1-1), siglando quattro reti nell'AFC Champions League, inclusa una doppietta al Sepahan (3-1). Il 28 giugno successivo, terminato il prestito, rescinde il contratto che lo legava al QPR.
Il 4 luglio 2013 firma un contratto di un anno con opzione per il secondo con il Kuban', club russo militante in prima divisione. Il 25 agosto Cissé sigla una doppietta contro l'Ural' (3-2). Gioca l'UEFA Europa League segnando al 93' su rigore l'1-1 della partita tra Kuban' e Swansea City. Il 31 dicembre 2013, dopo aver rescisso il contratto con il Kuban', firma un contratto con il Bastia della durata di diciotto mesi. Dopo essersi svincolato dal club corso, e aver firmato per il JS Saint-Pierroise, club del campionato reunionista di calcio, il 19 ottobre 2015 annuncia il ritiro dal calcio giocato. Il 3 luglio 2017 torna all'attività agonistica tra le file dell'Yverdon, terza serie del campionato svizzero. Il 18 agosto 2018, lascia ufficialmente il club svizzero, rimanendo svincolato. Il 31 luglio 2019, dopo oltre un anno dall'ultima esperienza, si ritira per la seconda volta dal calcio giocato.
Nel maggio 2020, il giocatore francese ha dichiarato che tornerebbe volentieri a giocare in Ligue 1, perché si è posto l'obiettivo di raggiungere la soglia dei 100 gol.
Il 12 aprile 2021, tornerà di nuovo in campo, firmando per il Panathinaikos Chicago, militante nella quarta divisione amatoriale statunitense, salvo poi lasciare il club dopo appena 2 mesi, ritirandosi per la terza volta dal calcio giocato, questa volta ufficialmente.

### Nazionale

#### Maggiore
Ha esordito in Nazionale maggiore il 18 maggio 2002. Convocato per il campionato del mondo 2006, durante un'amichevole contro la Cina disputata alla vigilia della partenza della Francia per la Germania, in uno scontro di gioco con il capitano cinese Zheng Zhi, viene sbilanciato e cade al suolo rompendosi la tibia e il perone, questa volta della gamba destra. Si vede così costretto a rinunciare alla rassegna mondiale, ed al suo posto viene chiamato Sidney Govou.
È stato inserito dal CT Raymond Domenech nella lista dei pre-convocati per l'Europeo di Austria e Svizzera 2008 per poi essere escluso dalla lista ufficiale; due anni più tardi il tecnico francese lo convoca per il Mondiale sudafricano, dopo la stagione in Grecia. Torna a far parte della selezione francese in occasione del doppio impegno contro Bosnia ed Albania valevole per le qualificazioni all'Europeo di Polonia ed Ucraina 2012, il 7 e l'11 ottobre 2011. Viene fatto scendere in campo dal CT transalpino Laurent Blanc in occasione della partita contro l'Albania conclusasi 3-0 in favore dei Galletti.

### Allenatore
Il 3 luglio 2023 ottiene il suo primo incarico da allenatore: è stato scelto come preparatore offensivo dell'Auxerre, tornando così nella squadra che lo ha cresciuto calcisticamente dopo 19 anni.

## Statistiche

### Presenze e reti nei club
| Stagione             | Squadra              | Campionato           | Campionato | Campionato | Coppe nazionali | Coppe nazionali | Coppe nazionali | Coppe continentali | Coppe continentali | Coppe continentali | Altre coppe | Altre coppe | Altre coppe | Totale | Totale |
| Stagione             | Squadra              | Comp                 | Pres       | Reti       | Comp            | Pres            | Reti            | Comp               | Pres               | Reti               | Comp        | Pres        | Reti        | Pres   | Reti   |
| -------------------- | -------------------- | -------------------- | ---------- | ---------- | --------------- | --------------- | --------------- | ------------------ | ------------------ | ------------------ | ----------- | ----------- | ----------- | ------ | ------ |
| 1998-1999            | Auxerre 2            | CFA                  | 1          | 0          |                 | -               | -               | -                  | -                  | -                  | -           | -           | -           | 1      | 0      |
| 1999-2000            | Auxerre 2            | CFA                  | 19         | 16         |                 | -               | -               | -                  | -                  | -                  | -           | -           | -           | 19     | 16     |
| Totale Auxerre B     | Totale Auxerre B     | Totale Auxerre B     | 20         | 16         |                 | -               | -               |                    | -                  | -                  |             | -           | -           | 20     | 16     |
| 1998-1999            | Auxerre              | D1                   | 1          | 0          | CF+CdL          | 0+0             | 0               | -                  | -                  | -                  | -           | -           | -           | 1      | 0      |
| 1999-2000            | Auxerre              | D1                   | 2          | 0          | CF+CdL          | 0+1             | 0               | -                  | -                  | -                  | -           | -           | -           | 3      | 0      |
| 2000-2001            | Auxerre              | D1                   | 25         | 8          | CF+CdL          | 4+2             | 5+1             | Int                | 4                  | 1                  | -           | -           | -           | 35     | 15     |
| 2001-2002            | Auxerre              | D1                   | 29         | 22         | CF+CdL          | 1+2             | 0+2             | -                  | -                  | -                  | -           | -           | -           | 32     | 24     |
| 2002-2003            | Auxerre              | L1                   | 33         | 14         | CF+CdL          | 6+0             | 6               | UCL+CU             | 3+3                | 1+0                | -           | -           | -           | 45     | 21     |
| 2003-2004            | Auxerre              | L1                   | 38         | 26         | CF+CdL          | 3+4             | 1+1             | CU                 | 7                  | 2                  | SF          | 1           | 0           | 53     | 30     |
| Totale Auxerre       | Totale Auxerre       | Totale Auxerre       | 128        | 70         |                 | 23              | 16              |                    | 17                 | 4                  |             | 1           | 0           | 169    | 90     |
| 2004-2005            | Liverpool            | PL                   | 16         | 4          | FACup+CdL       | 0+0             | 0               | UCL                | 9                  | 1                  | -           | -           | -           | 25     | 5      |
| 2005-2006            | Liverpool            | PL                   | 33         | 9          | FACup+CdL       | 6+0             | 2               | UCL                | 13                 | 6                  | SU+Cmc      | 1+1         | 2+0         | 54     | 19     |
| Totale Liverpool     | Totale Liverpool     | Totale Liverpool     | 49         | 13         |                 | 6               | 2               |                    | 22                 | 7                  |             | 2           | 2           | 79     | 24     |
| 2006-2007            | Olympique Marsiglia  | L1                   | 21         | 8          | CF+CdL          | 4+0             | 7               | -                  | -                  | -                  | -           | -           | -           | 25     | 15     |
| 2007-2008            | Olympique Marsiglia  | L1                   | 35         | 16         | CF+CdL          | 3+2             | 2+1             | UCL+CU             | 6+4                | 1+2                | -           | -           | -           | 50     | 22     |
| ago. 2008            | Olympique Marsiglia  | L1                   | 2          | 0          | CF+CdL          | 0+0             | 0               | UCL                | 1                  | 0                  | -           | -           | -           | 3      | 0      |
| Totale O. Marsiglia  | Totale O. Marsiglia  | Totale O. Marsiglia  | 58         | 24         |                 | 9               | 10              |                    | 11                 | 3                  |             | -           | -           | 78     | 37     |
| 2008-2009            | Sunderland           | PL                   | 35         | 10         | FACup+CdL       | 1+2             | 1+0             | -                  | -                  | -                  | -           | -           | -           | 38     | 11     |
| 2009-2010            | Panathīnaïkos        | SL                   | 28         | 23         | CG              | 6               | 1               | UCL+UEL            | 4+8                | 0+5                | -           | -           | -           | 46     | 29     |
| 2010-2011            | Panathīnaïkos        | SL                   | 27+6       | 20+4       | CG              | 4               | 2               | UCL                | 6                  | 0                  | -           | -           | -           | 43     | 26     |
| Totale Panathinaikos | Totale Panathinaikos | Totale Panathinaikos | 61         | 47         |                 | 10              | 3               |                    | 18                 | 5                  |             | -           | -           | 89     | 55     |
| 2011-gen. 2012       | Lazio                | A                    | 18         | 1          | CI              | 2               | 1               | UEL                | 7                  | 3                  | -           | -           | -           | 27     | 5      |
| gen.-giu. 2012       | QPR                  | PL                   | 8          | 6          | FACup+CdL       | 0+0             | 0               | -                  | -                  | -                  | -           | -           | -           | 8      | 6      |
| 2012-gen. 2013       | QPR                  | PL                   | 18         | 3          | FACup+CdL       | 1+2             | 0+1             | -                  | -                  | -                  | -           | -           | -           | 21     | 4      |
| Totale QPR           | Totale QPR           | Totale QPR           | 26         | 9          |                 | 3               | 1               |                    | -                  | -                  |             | -           | -           | 29     | 10     |
| gen.-giu. 2013       | Al-Gharafa           | QL                   | 9          | 1          | SJC             | 1               | 0               | ACL                | 8                  | 4                  | -           | -           | -           | 18     | 5      |
| 2013-gen. 2014       | Kuban'               | PL                   | 15         | 4          | CR              | 0               | 0               | UEL                | 10                 | 1                  | -           | -           | -           | 25     | 5      |
| gen.-giu. 2014       | Bastia               | L1                   | 15         | 2          | CF+CdL          | 0+0             | 0               | -                  | -                  | -                  | -           | -           | -           | 15     | 2      |
| 2014-2015            | Bastia               | L1                   | 8          | 0          | CF+CdL          | 1+3             | 1+3             | -                  | -                  | -                  | -           | -           | -           | 12     | 4      |
| Totale Bastia        | Totale Bastia        | Totale Bastia        | 23         | 2          |                 | 4               | 4               |                    | -                  | -                  |             | -           | -           | 27     | 6      |
| 2015-2016            | Saint-Pierroise      | D1                   | 1          | 0          | CR              | 0               | 0               | -                  | -                  | -                  | -           | -           | -           | 1      | 0      |
| 2017-2018            | Yverdon              | PL                   | 29         | 24         | -               | -               | -               | -                  | -                  | -                  | -           | -           | -           | 29     | 24     |
| Totale carriera      | Totale carriera      | Totale carriera      | 463        | 221        |                 | 61              | 38              |                    | 93                 | 27                 |             | 3           | 2           | 620    | 288    |

### Presenze e reti in nazionale
| Cronologia completa delle presenze e delle reti in nazionale ― Francia | Cronologia completa delle presenze e delle reti in nazionale ― Francia | Cronologia completa delle presenze e delle reti in nazionale ― Francia | Cronologia completa delle presenze e delle reti in nazionale ― Francia | Cronologia completa delle presenze e delle reti in nazionale ― Francia | Cronologia completa delle presenze e delle reti in nazionale ― Francia | Cronologia completa delle presenze e delle reti in nazionale ― Francia | Cronologia completa delle presenze e delle reti in nazionale ― Francia |
| Data                                                                   | Città                                                                  | In casa                                                                | Risultato                                                              | Ospiti                                                                 | Competizione                                                           | Reti                                                                   | Note                                                                   |
| ---------------------------------------------------------------------- | ---------------------------------------------------------------------- | ---------------------------------------------------------------------- | ---------------------------------------------------------------------- | ---------------------------------------------------------------------- | ---------------------------------------------------------------------- | ---------------------------------------------------------------------- | ---------------------------------------------------------------------- |
| 18-5-2002                                                              | Saint-Denis                                                            | Francia                                                                | 1 – 2                                                                  | Belgio                                                                 | Amichevole                                                             | -                                                                      | 46’                                                                    |
| 26-5-2002                                                              | Suwon                                                                  | Corea del Sud                                                          | 2 – 3                                                                  | Francia                                                                | Amichevole                                                             | -                                                                      | 66’                                                                    |
| 31-5-2002                                                              | Seul                                                                   | Francia                                                                | 0 – 1                                                                  | Senegal                                                                | Mondiali 2002 - 1º turno                                               | -                                                                      | 81’                                                                    |
| 6-6-2002                                                               | Pusan                                                                  | Francia                                                                | 0 – 0                                                                  | Uruguay                                                                | Mondiali 2002 - 1º turno                                               | -                                                                      | 81’                                                                    |
| 11-6-2002                                                              | Incheon                                                                | Danimarca                                                              | 2 – 0                                                                  | Francia                                                                | Mondiali 2002 - 1º turno                                               | -                                                                      | 54’                                                                    |
| 21-8-2002                                                              | Radès                                                                  | Tunisia                                                                | 1 – 1                                                                  | Francia                                                                | Amichevole                                                             | -                                                                      | 63’                                                                    |
| 7-9-2002                                                               | Nicosia                                                                | Cipro                                                                  | 1 – 2                                                                  | Francia                                                                | Amichevole                                                             | 1                                                                      |                                                                        |
| 12-2-2003                                                              | Saint-Denis                                                            | Francia                                                                | 0 – 2                                                                  | Rep. Ceca                                                              | Amichevole                                                             | -                                                                      | 68’                                                                    |
| 2-4-2003                                                               | Palermo                                                                | Israele                                                                | 1 – 2                                                                  | Francia                                                                | Qual. Euro 2004                                                        | -                                                                      | 73’                                                                    |
| 30-4-2003                                                              | Saint-Denis                                                            | Francia                                                                | 5 – 0                                                                  | Egitto                                                                 | Amichevole                                                             | 1                                                                      | 62’                                                                    |
| 18-6-2003                                                              | Lione                                                                  | Francia                                                                | 1 – 0                                                                  | Colombia                                                               | Conf. Cup 2003 - 1º turno                                              | -                                                                      | 77’                                                                    |
| 22-6-2003                                                              | Saint-Étienne                                                          | Francia                                                                | 5 – 0                                                                  | Nuova Zelanda                                                          | Conf. Cup 2003 - 1º turno                                              | 1                                                                      |                                                                        |
| 26-6-2003                                                              | Saint-Denis                                                            | Francia                                                                | 3 – 2                                                                  | Turchia                                                                | Conf. Cup 2003 - Semifinale                                            | -                                                                      | 66’                                                                    |
| 29-6-2003                                                              | Saint-Denis                                                            | Camerun                                                                | 0 – 1 dts                                                              | Francia                                                                | Conf. Cup 2003 - Finale                                                | -                                                                      |                                                                        |
| 20-8-2003                                                              | Ginevra                                                                | Svizzera                                                               | 0 – 2                                                                  | Francia                                                                | Amichevole                                                             | -                                                                      | 70’                                                                    |
| 11-10-2003                                                             | Saint-Denis                                                            | Francia                                                                | 3 – 0                                                                  | Israele                                                                | Qual. Euro 2004                                                        | -                                                                      | 77’                                                                    |
| 18-8-2004                                                              | Rennes                                                                 | Francia                                                                | 1 – 1                                                                  | Bosnia ed Erzegovina                                                   | Amichevole                                                             | -                                                                      | 46’                                                                    |
| 8-9-2004                                                               | Tórshavn                                                               | Fær Øer                                                                | 0 – 2                                                                  | Francia                                                                | Qual. Mondiali 2006                                                    | 1                                                                      | 9’                                                                     |
| 9-10-2004                                                              | Saint-Denis                                                            | Francia                                                                | 0 – 0                                                                  | Irlanda                                                                | Qual. Mondiali 2006                                                    | -                                                                      | 82’                                                                    |
| 31-5-2005                                                              | Metz                                                                   | Francia                                                                | 2 – 1                                                                  | Ungheria                                                               | Amichevole                                                             | 1                                                                      | 75’                                                                    |
| 17-8-2005                                                              | Saint-Denis                                                            | Francia                                                                | 3 – 0                                                                  | Costa d'Avorio                                                         | Amichevole                                                             | -                                                                      | 71’                                                                    |
| 3-9-2005                                                               | Lens                                                                   | Francia                                                                | 3 – 0                                                                  | Fær Øer                                                                | Qual. Mondiali 2006                                                    | 2                                                                      |                                                                        |
| 7-9-2005                                                               | Dublino                                                                | Irlanda                                                                | 0 – 1                                                                  | Francia                                                                | Qual. Mondiali 2006                                                    | -                                                                      | 76’                                                                    |
| 8-10-2005                                                              | Berna                                                                  | Svizzera                                                               | 1 – 1                                                                  | Francia                                                                | Qual. Mondiali 2006                                                    | 1                                                                      | 46’                                                                    |
| 12-10-2005                                                             | Saint-Denis                                                            | Francia                                                                | 4 – 0                                                                  | Cipro                                                                  | Qual. Mondiali 2006                                                    | -                                                                      |                                                                        |
| 9-11-2005                                                              | Fort-de-France                                                         | Francia                                                                | 3 – 2                                                                  | Costa Rica                                                             | Amichevole                                                             | 1                                                                      | 71’                                                                    |
| 12-11-2005                                                             | Saint-Denis                                                            | Francia                                                                | 0 – 0                                                                  | Germania                                                               | Amichevole                                                             | -                                                                      | 69’                                                                    |
| 27-5-2006                                                              | Città del Messico                                                      | Messico                                                                | 0 – 1                                                                  | Francia                                                                | Amichevole                                                             | -                                                                      |                                                                        |
| 31-5-2006                                                              | Lens                                                                   | Francia                                                                | 2 – 0                                                                  | Danimarca                                                              | Amichevole                                                             | -                                                                      | 79’                                                                    |
| 7-6-2006                                                               | Saint-Étienne                                                          | Francia                                                                | 3 – 1                                                                  | Cina                                                                   | Amichevole                                                             | -                                                                      | 13’                                                                    |
| 7-2-2007                                                               | Saint-Denis                                                            | Francia                                                                | 0 – 1                                                                  | Argentina                                                              | Amichevole                                                             | -                                                                      | 88’                                                                    |
| 24-3-2007                                                              | Kaunas                                                                 | Lituania                                                               | 0 – 1                                                                  | Francia                                                                | Qual. Euro 2008                                                        | -                                                                      | 62’                                                                    |
| 28-3-2007                                                              | Parigi                                                                 | Francia                                                                | 1 – 0                                                                  | Austria                                                                | Amichevole                                                             | -                                                                      | 46’                                                                    |
| 2-6-2007                                                               | Saint-Denis                                                            | Francia                                                                | 2 – 0                                                                  | Ucraina                                                                | Qual. Euro 2008                                                        | -                                                                      | 77’                                                                    |
| 6-6-2007                                                               | Auxerre                                                                | Francia                                                                | 1 – 0                                                                  | Georgia                                                                | Qual. Euro 2008                                                        | -                                                                      | 65’                                                                    |
| 26-3-2008                                                              | Saint-Denis                                                            | Francia                                                                | 1 – 0                                                                  | Inghilterra                                                            | Amichevole                                                             | -                                                                      | 80’                                                                    |
| 27-5-2008                                                              | Grenoble                                                               | Francia                                                                | 2 – 0                                                                  | Ecuador                                                                | Amichevole                                                             | -                                                                      | 46’                                                                    |
| 3-3-2010                                                               | Saint-Denis                                                            | Francia                                                                | 0 – 2                                                                  | Spagna                                                                 | Amichevole                                                             | -                                                                      | 64’                                                                    |
| 30-5-2010                                                              | Radès                                                                  | Tunisia                                                                | 1 – 1                                                                  | Francia                                                                | Amichevole                                                             | -                                                                      | 74’                                                                    |
| 22-6-2010                                                              | Bloemfontein                                                           | Francia                                                                | 1 – 2                                                                  | Sudafrica                                                              | Mondiali 2010 - 1º turno                                               | -                                                                      | 55’                                                                    |
| 7-10-2011                                                              | Saint-Denis                                                            | Francia                                                                | 3 – 0                                                                  | Albania                                                                | Qual. Euro 2012                                                        | -                                                                      | 80’                                                                    |
| Totale                                                                 |                                                                        | Presenze                                                               | 41                                                                     |                                                                        | Reti                                                                   | 9                                                                      |                                                                        |

## Palmarès

### Club

#### Competizioni nazionali
- Coppa di Francia: 1

Auxerre: 2002-2003
- Coppa d'Inghilterra: 1

Liverpool: 2005-2006
- Campionato greco: 1

Panathinaikos: 2009-2010
- Coppa di Grecia: 1

Panathinaikos: 2009-2010

#### Competizioni internazionali
- UEFA Champions League: 1

Liverpool: 2004-2005
- Supercoppa UEFA: 1

Liverpool: 2005

### Nazionale
- Confederations Cup: 1

Francia: 2003

### Individuale
- Capocannoniere del campionato francese: 2

2001-2002 (22 gol), 2003-2004 (26 gol)
- Capocannoniere della Coupe de la Ligue: 1

2014-2015 (3 reti)
- Capocannoniere della Promotion League: 1

2017-2018 (24 reti)